# لیست باشگاه های فوتبال در امارات متحده عربی
این لیستی از باشگاه های فوتبال در کشور امارات است. در حال حاضر به طور رسمی ۴۹ باشگاه فوتبال در کشور امارات وجود دارد. از این تعداد ۱۴ نفر در دسته برتر، ۱۵ نفر در دسته ۲، ۱۲ نفر در دسته سوم و هشت نفر از آنها در حال حاضر در وقفه هستند. چهار باشگاه منحل شده وجود دارد که به این معنی است که در کل ۵۳ باشگاه در تاریخ فوتبال امارات وجود دارد.